# Poetic Justice (Lillian Axe)
Poetic Justice è il terzo album in studio dei Lillian Axe, uscito nel 1992 per l'Etichetta discografica IRS/Grand Slamm.

## Tracce
1. Poetic Justice (Blaze) :39
2. Innocence (Blaze, Ster, Taylor) 4:57
3. True Believer (Blaze) 4:27
4. Body Double (Blaze, Ster, Taylor) 4:44
5. See You Someday (Blaze) 5:27
6. Living in the Grey (Blaze, Taylor)	5:15
7. Digital Dreams (Blaze) :50
8. Dyin' to Live (Blaze) 4:25
9. Mercy (Blaze) 4:14
10. The Promised Land (Blaze) 4:19
11. No Matter What (Collins, Evans, Gibbins, Ham, Molland) 3:18 (Badfinger Cover)
12. She's My Salvation (Blaze)	5:30
13. A Moment of Reflection (Blaze) 1:47

## Formazione
- Ron Taylor - vocals
- Stevie Blaze - chitarra, tastiere, cori
- Jon Ster - chitarra, tastiere, cori
- Darrin DeLatte - basso
- Gene Barnett - batteria